# Hyreskasern

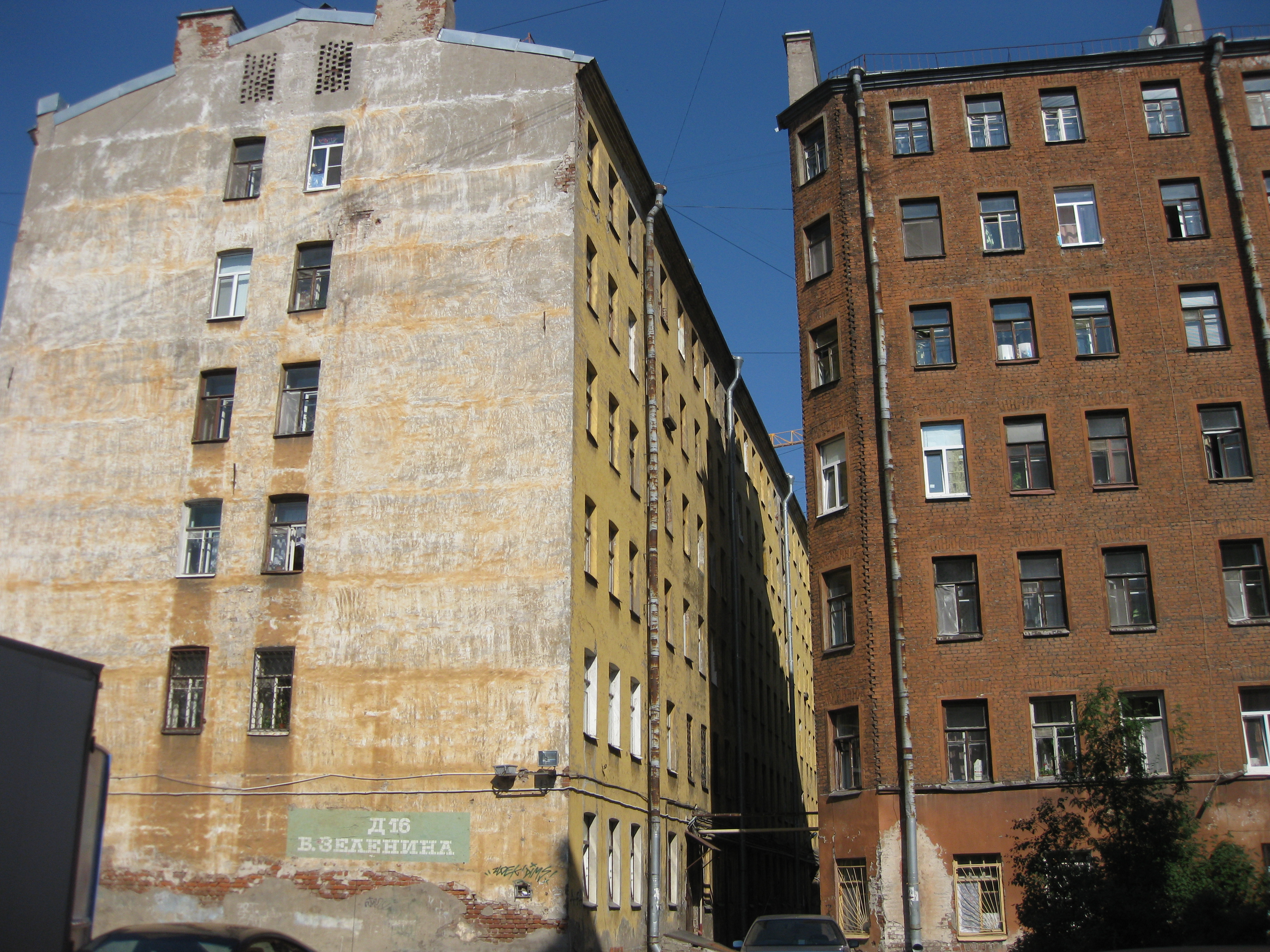
Hyreskaserner på ön Petrogradskaya Storona i St Petersburg byggda runt sekelskiftet 1900.

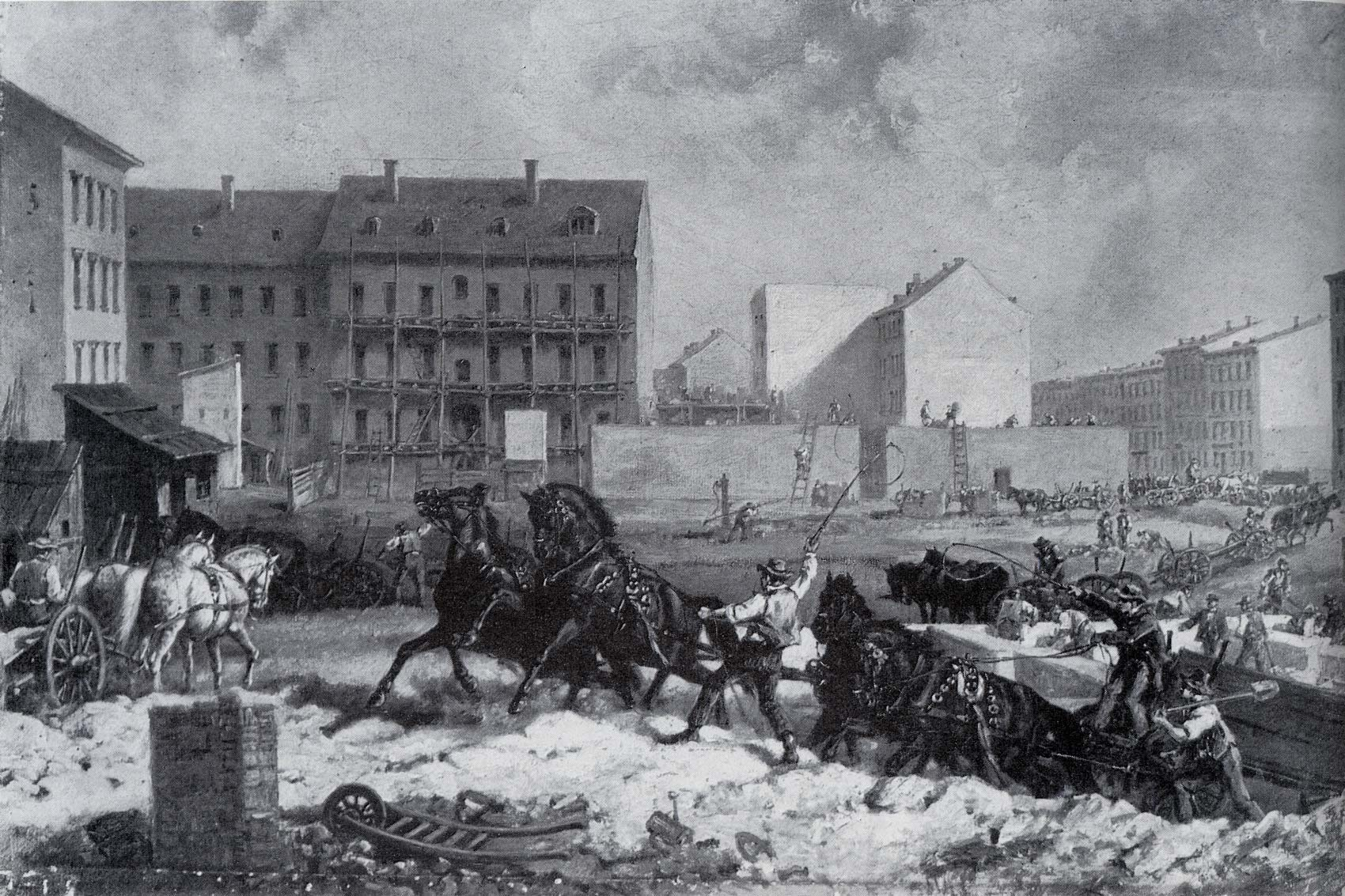
Denna målning från 1875 visar hyreskaserner som uppförs vid Grenadierstrasse (idag Almstadtstrasse) i Berlin, under den hektiska epok som kallas "Gründerzeit"

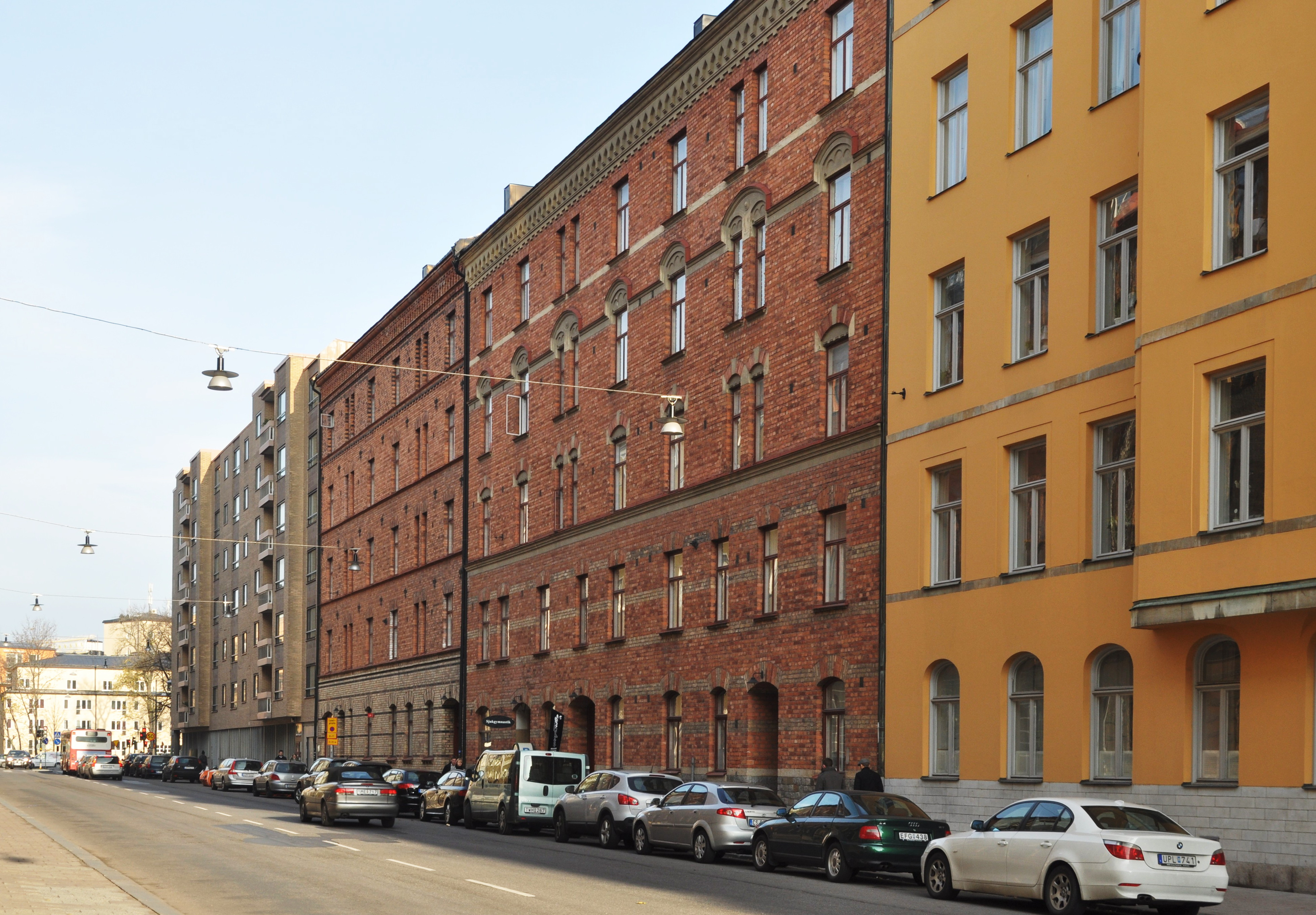
Sibyllegatan 50-52, fastigheten i mitten, byggd 1892. Huset ägdes av Stockholms arbetarhem och hade, till skillnad från de flesta hyreskaserner, både vatten och avlopp i lägenheterna (foto 2010)

Birkastan i Stockholm - hyreskaserner med tät gårdsbebyggelse uppförda 1902-03.

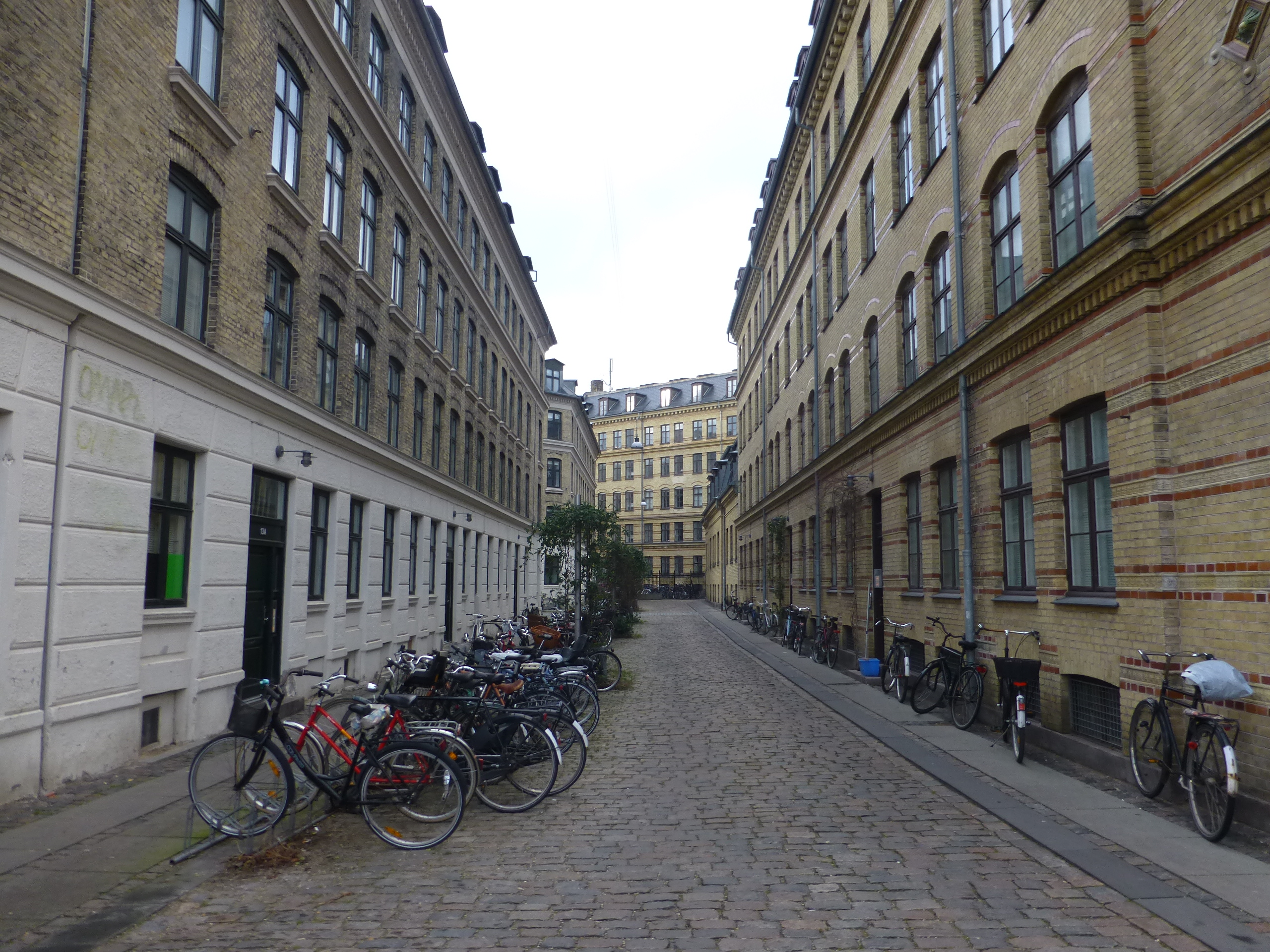
Hyreskaserner i Günthers Passage, Nørrebro, Köpenhamn (foto 2013)

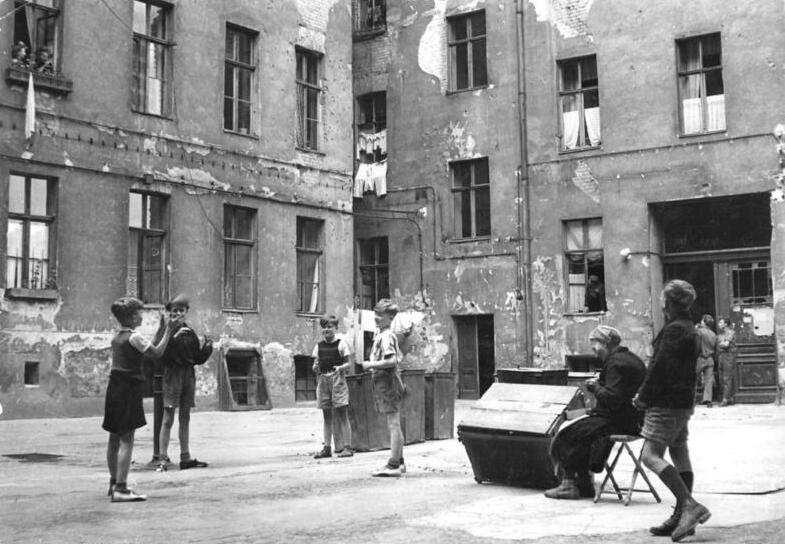
Gården till några hyreskaserner i Berlin (foto 1952).

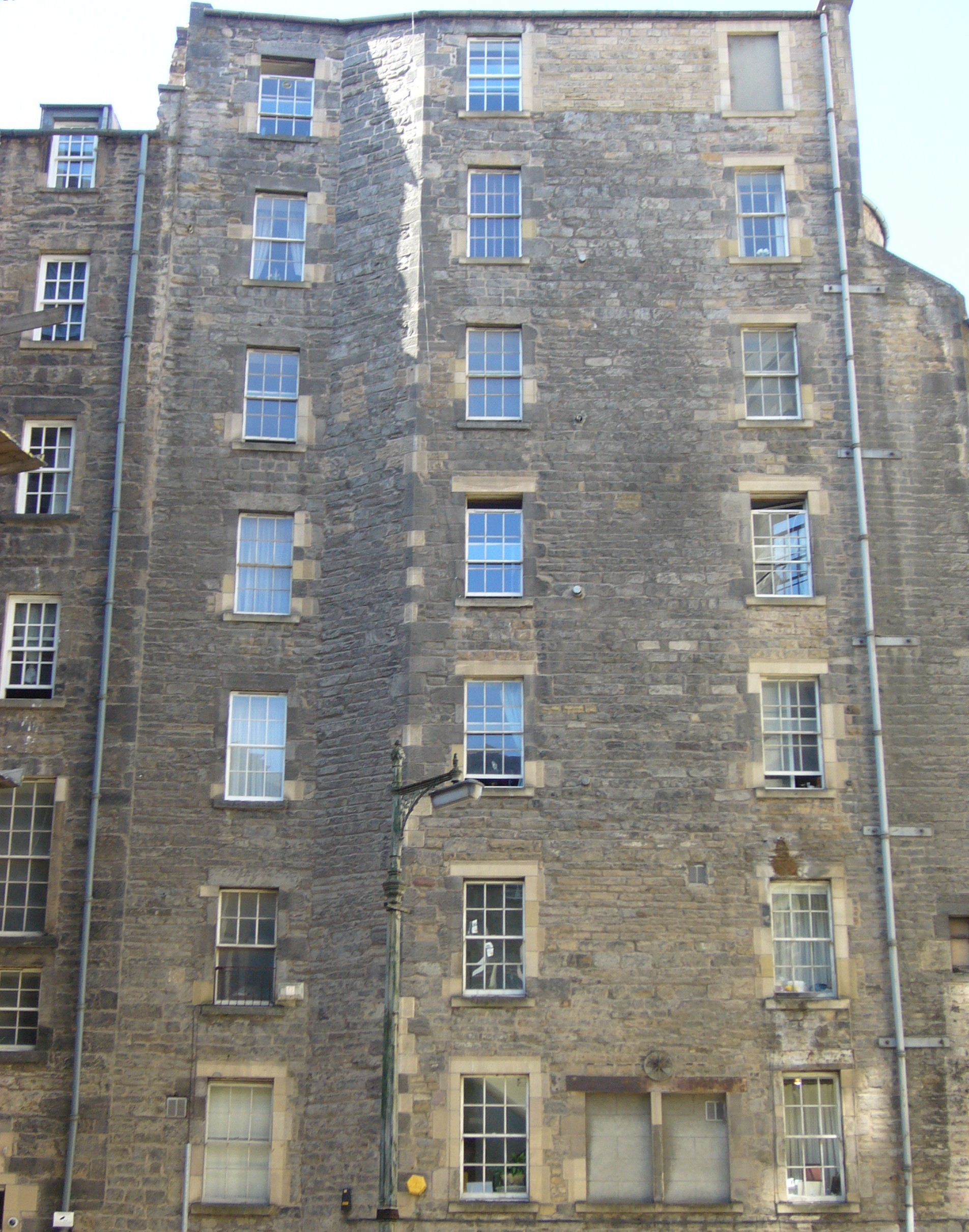
Baksidan till en hyreskasern på St Ninian's Row i Edinburgh uppförd under 1800-talet.

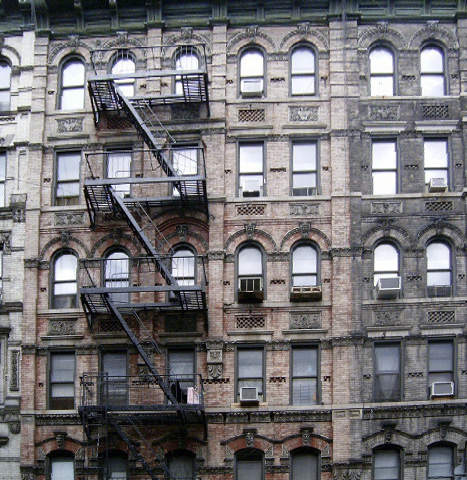
Hyreskaserner i New York.

Hyreskaserner kallas de flervåningshyreshus som byggdes för arbetarbefolkningen under andra hälften av 1800-talet och början av 1900-talet när invånarantalet i städerna, på grund av industrialiseringen, växte explosionsartat. Dessa hyreshus i kvartersmiljö, som inte sällan uppfördes på spekulation,  var enkla i utformningen och dåligt byggda. De innehöll små mörka lägenheter, vanligtvis med begränsad tillgång till kök, toalett och vatten. Levnadsförhållandena i husen präglades av trångboddhet, fukt, dålig luft och fattigdom. ”Hyreskasernerna”, skriver en historiker, ”är ett mångtydigt begrepp för såväl sanitära, moraliska som ekonomiska missförhållanden i städerna” 
Begreppet hyreskasern används numer ofta även om husen i de bostadsområden som uppfördes inom miljonprogrammet på 1960- och 70-talen.
Liknande bostäder, kallade insulae, var vanliga i antikens Rom.

## Begreppet hyreskasern
Enligt SAOB är begreppet hyreskasern en nedsättande benämning på stort hyreshus där en mängd människor är inrymda (särskilt i små lägenheter) i mer eller mindre kasernliknande förhållanden. Nationalencyklopedin uppger att en hyreskasern är ett "stort och otrivsamt hyreshus", samt under uppslagsordet Kasern "större bostadshus av enkel standard med smålägenheter, enkelrum eller logement (arbetarkasern, hyreskasern)". Enligt den tyska ordboken Duden betyder motsvarande tyska ord Mietskaserne ett "stort hyreshus, utan arkitektonisk utsmyckning, som en del av ett större komplex av liknande byggnader främst i arbetarklassområden i industristäder". 

## Industrialismens arbetarbostäder
I Europas städer skapade befolkningsökningen under 1800-talets andra hälft en enorm efterfrågan på bostäder. I nord- och centraleuropeiska städer som Berlin, Wien, St Petersburg, Köpenhamn och Stockholm byggdes nu stora så kallade hyreskaserner av sten och tegel utefter rakt anlagda gator för den allt talrikare arbetarbefolkningen. Hyreskasernerna täckte hela kvarter med 4-7 våningar höga hus mot gatan och bakgårdar fyllda med ytterligare hyreshus, diverse uthus och verkstäder. Gathusen hade ibland även hyresgäster ur medelklassen men i källar- och övervåningar samt i gårdshusen bodde de mindre bemedlade. En del hyreskaserner byggdes i offentlig regi, andra av välgörenhetsorganisationer men det stora flertalet byggdes av privata byggherrar i spekulationssyfte. Spekulationsbyggandet resulterade i estetiskt, tekniskt och sanitärt undermåliga hus. 
Framväxten av hyreskasernerna och de senare införda regleringarna av bostadssektorn följer ett likartat mönster i de nordeuropeiska länder där denna hustyp var vanlig. Hyreskasernerna växte fram under den klassiska liberalismens tid; tillgången på bostäder för arbetarklassen bestämdes av en fri och oreglerad bostadsmarknad som till stor del styrdes av ett privat vinstinriktat uthyrningsbyggeri. De stora överbefolkade hyreshusen med små mörka lägenheter var ohälsosamma och skapade sociala problem. Men de lokala myndigheterna gick inte in och reglerade bostadsmarknaden, däremot utarbetade man stadsplaner för bebyggelse, vägnät, och annan infrastruktur, samt vissa byggnormer, till exempel maximal tillåten höjd på fastigheten. Först runt sekelskiftet 1900 kom ett brott med den liberala hållningen. Då infördes regleringar som rörde finansiering, lån och beskattning samt justeringar av lagar om hyresgästens och hyresvärdens rättigheter. Åren kring första världskriget och under 1920- och 30-talen lyftes bostadspolitiken från lokalpolitiskt plan till regeringsnivå och blev en del av de välfärdsreformer som genomfördes.
Parallellt med detta förlopp utvecklades demokratin. Under 1800-talet var rösträtten i de flesta europeiska länder inkomstbaserad. Det innebar att mindre bemedlade inte hade rösträtt och inte kunde bli valda till kommunala och nationella församlingar. Fastighetsägarna däremot hade rösträtt och fanns representerade i offentliga styrande organ. Allmän och lika rösträtt infördes decennierna efter sekelskiftet 1900. I Sverige infördes allmän rösträtt för män 1909 och för kvinnor 1919.

## Sverige
I Sverige var städernas byggnadsordningar gällande fastigheternas och stadsmiljöns utformning ofta baserade på kontinentala, framförallt tyska, förebilder. Det svenska ordet hyreskasern är en direkt översättning av tyskans Mietskaserne. Liksom i Tyskland byggdes under senare delen av 1800-talet och början av 1900-talet även i Stockholm, Malmö, Norrköping och andra större städer hyreskaserner i kvarter formade av ett rutigt gatunät.
I Stockholm mer än tredubblades antalet invånare mellan 1850 och 1900, från omkring 93 000 till över 300 000. Bostadsbristen var enorm, tillfälliga nödbostäder uppfördes men mot slutet av 1870-talet tog byggandet fart. Mellan 1876 och 1885 ökade bostadstillgången med 52%. På Södermalm, Kungsholmen och i norra Vasastan byggdes nu hyreskaserner med mörka små lägenheter. En del lägenheter bestod bara av ett rum.  Åtskilliga lägenheter saknade vatten, avlopp och kök. Avträdet låg på gården eller på vinden. Många tvingades ta in inneboenden för att klara hyran. Det fanns fall där tio till femton personer bodde i ett rum med kök, en del hyrde en liggplats över natten. Misären i dessa hyreshus var stor.
Begreppet hyreskasern började användas omkring 1890, framförallt av dem som ville reformera bostadssektorn. År 1912 tillsattes den statliga Bostadskommissionen med uppgift att  göra en granskning av "de mindre bemedlade klassernas  bostadsfråga" och att lägga fram förslag på åtgärder för att förändra förhållandena.

## Danmark
Liksom i andra länder var inflyttningen till städerna massiv i Danmark vid 1800-talets slut. Kring år 1850 bodde 20% av befolkningen i städer, 1914 hade det fördubblats till 40%. Kraftigast var befolkningsökningen i Köpenhamn, där invånarantalet ökade från 140.000 till över 500.000. Här bebyggdes under 1800-talets slut brokvartererne, framförallt Nørrebro, Vesterbro och Voldkvarteren väster om Nørreport. 

## Tyskland
Det svenska ordet hyreskasern är en direkt översättning av tyskans Mietskaserne. Benämningen Mietskaserne uppkom då man ansåg att hyreshusen förde tankarna till de enformiga kaserner för militärer som i garnisonsstäder var anlagda i kvarter.
Mietskaserne finns i alla större tyska städer men är framförallt vanliga i Berlin och Hamburg. De byggdes under den epok som kallas Gründerzeit - industrialiseringens och den klassiska kapitalismens tid. I Berlin uppfördes hyreskaserner i områden runt om stadens centrum, Kreuzberg, Prenzlauer Berg, Friedrichshain och Wedding, i vad man kallade Wilhelminischer Ring. Under senare år har denna typ av hus sanerats och moderniserats och områdena gentrifierats.

## Österrike
I Österrike är motsvarigheten till orden hyreskasern och Mietskaserne termerna Zinskaserne och Zinshäuser, det senare är ett vidare begrepp och betyder hyreshus.
Mellan 1870 och sekelskiftet byggdes i Wien Zinskaserne framförallt i den yttre västra delen av staden, i stadsdelarna (ty:Bezirk) Favoriten, Penzing, Rudolfsheim-Fünffhaus, Ottakring och Hernals. Sex personer i en lägenhet på 25 kvadratmeter med toalett och vatten i korridoren var bostadsstandarden för hälften av Wiens befolkning vid slutet av artonhundratalet.

## Storbritannien
I Storbritannien blev den dominerande typen av arbetarbostäder inte hyreskasernen utan terraced houses (radhus). Det berodde dels på andra kulturella och arkitektoniska mönster, och dels på att man i Storbritannien tidigt hade gjort stora investeringar i infrastruktur och att man hade en högre offentlig och privat inkomstnivå som tillät finansiering av en dyrare bebyggelsetyp som radhuset. Dessa förutsättningar fanns tack vare imperiet, kolonialväldet, och den tidiga och intensiva industrialiseringen. 
Men hyreskasernen, på engelska kallad tenement, fanns även i Storbritannien - i Skottland. I stora städer som Edinburgh och Glasgow uppfördes på 1800-talet tenements för den inflyttade arbetarbefolkningen.  Man fortsatte här att bygga vidare på ett befintligt mönster av höga hyreshus; redan på 1600-talet byggdes tenements i Skottland. 

## USA
I USA benämns hyreskaserner tenements från housing tenure som ungefär betyder bostadshyra. Dessa fanns i alla större industristäder men var särskilt vanliga i New York. Det var till New York de flesta immigranter kom och de behövde snabbt få billigt boende. Dessutom underlättade den rätvinkliga stadsplanen byggandet av mindre hyresfastigheter som effektivt kunde utnyttja tomtmarken och byggdes av små privata fastighetsägare. 
Under första halvan av 1800-talet hystes immigranter och industriarbetare in i byggnader som tidigare bebotts av medelklassen och i ombyggda magasin. I början av 1830-talet i Lower East Side eller kanske tidigare på Mott Street i Little Italy började hafsigt byggda hyreskaserner sättas upp med  fönsterlösa inre rum, så kallade "railroad flats", ungefär järnvägslägenheter. De fick sitt namn för att rummen låg i fil på samma sätt som tågvagnar. Även källarutrymmen beboddes men sedan Crotonakvedukten byggts översvämmades dessa ofta. Områdena med dessa hus kallades även rookeries, ungefär skatbokolonier, ett lånord från London där den trassliga och smutsiga slummen associerats med sådana. Det mest notoriska området hette Five Points och var beläget söder om Little Italy.
År 1867 kom den första regleringen för hyreskaserner i New York. I den förbjöds bland annat källarlägenheter om inte innertaket var minst en fot ovanför gatunivå och krav ställdes på en vattenklosett per 20 hyresgäster, brandtrappor och viss hänsyn togs till avstånd mellan husen. Regleringen stärktes ytterligare 1879 i vad som kom att kallas Old Law, "Gamla lagen", och i den krävdes bland annat att byggnaden inte fick uppta mer än 65% av marken. Hälsovårdsmyndigheten var ansvarig myndighet men lyckades inte driva igenom kravet. Istället skapades en byggnad som täckte 80% av marken, men med ett luftschakt mitt i så att alla rum fick kontakt med utsidan. Dessa byggnader kom att kallas "Old Law tenements" efter nästa reform 1901.
År 1890 gjorde den danskfödde fotografen Jacob Riis ett fotoreportage i New Yorks slum som fick namnet How the Other Half Lives, ungefär Hur den andra hälften lever. Den boken, och påföljande rapporter och reportage, uppmärksammade förhållandena och en ny lag kom 1901. Den ställde ännu högre krav på utrymmen, sanitet och säkerhet och är fortfarande gällande i New York. De flesta av New Yorks hyreskaserner var inte slum, men inuti kunde förhållandena bli olidliga under varma sommardagar och de boende valde då att vistas utanför och även sova på trottoarer och brandtrappor.